# ツバメスケッチ
ツバメスケッチは、奥武蔵出身の4人による日本の音楽バンド。

## メンバー
- はぎお（萩原 隆之【はぎわら たかゆき】）……ボーカル担当。
- よねじ（柴崎 祐樹【しばさき ゆうき】）……ギター担当。
- ゆうた（笹川 裕太【ささかわ ゆうた】）……ベース担当。
- あおた（青田 賢二【あおた けんじ】）……ドラムス担当。

## 概要
2000年4月、埼玉県立日高高等学校、飯能南高等学校の同級生4人組で、卒業直後に音楽バンド「スワロウ・ウイング」を結成。以後約4年間は、池袋や新宿、さいたま市大宮などでストリートライブを中心に活動していた。
2004年1月、渋谷公会堂で行われた日本工学院八王子専門学校主催の音楽イベント「NATURAL BORN DIAMONDS」において、約200組の中でグランプリを獲得した。同年7月14日にインディーズレーベルよりミニアルバム「メモワール」を発売し、インディーズデビューした。
2005年12月14日、メジャーデビューを機にバンド名を「ツバメスケッチ」に変更した。
彼らは、埼玉県飯能市の山奥で練習を行った。山の頂上にある「てっぺん」と呼ばれる広場に、ドラムセットや発電機を持ち込んで演奏したのだ。これには、スタジオを借りなくて済むので、時間やお金を気にすることなく好きなだけ練習することが出来たという理由の他に、地元の自然に囲まれて感じる透明感を曲に織り込みたいというメンバーの意向も関係していた。
2006年、ツバメスケッチは「SAITAMAX! 2006」というキャンペーンを行っていた。これは、埼玉県内の全市町村・全鉄道駅でストリートライブを行い、ファンと出会い触れ合うことを目指したもので（結局この目標は達成されなかった）、「SAITAMAX!」という名前には、メンバー自らの音楽で埼玉を盛り上げてMaxにしようという意味が込められていた。
2007年7月8日、新宿MARZにて催されたワンマンライブを以って解散した。

## ディスコグラフィー

### シングル
- RED ZONE!!!（2005年12月14日／ESCL-2751）
テレビ東京系アニメ「韋駄天翔（イダテンジャンプ）」オープニングテーマ
- シャララ（2006年5月24日／ESCL-2833）
テレビ東京系アニメ「韋駄天翔」エンディングテーマ

### アルバム
- 旅マニエル（2006年9月20日／ESCL-2869）
リグレット／つくしんぼう／風の道／ほろりぽろり／RED ZONE!!!／センチメンタル／メモワール／ぐるぐる／シャララ／旅マニエル